# HAP1細胞
 HAP1 是常用於生物醫學和遺傳學研究的近單倍體細胞系，跟所有永生的癌細胞系一樣可以無限期分裂，並且幾乎每個染色體都有一個拷貝。HAP1細胞的體積比普通人類細胞小，直徑約11微米。

## 起源
HAP1細胞是衍生自KBM-7細胞系的近單倍體細胞系。最初是在患有慢性粒細胞性白血病（CML）的患者中，發現了除8號染色體和15號染色體外都具有單倍核型的KBM-7細胞。它還具有9號染色體和22號染色體的倒易位，從而形成帶有致癌的BCR-ABL融合基因的費城染色體，並且因為易位的性質而沒有丟失任何遺傳物質。
KBM-7細胞經過重新編程後，可以產生粘附細胞系HAP1，該細胞系的8號染色體僅有一個拷貝，然而HAP1保留了尚為二倍性的、附著在19號染色體長臂上的15號染色體的30兆鹼基雜合片段，約為15號染色體總大小的三分之一，故而並非真正的單倍體。在生長、形態學及基因表達上明顯不同於它們的KBM-7親本細胞。HAP1細胞不僅呈現纖維細胞樣形態，並且更加接近單倍體，然而HAPl細胞對於維持它們的近單倍體核型不如KBM-7細胞穩定，更加容易自發轉變成二倍體狀態。
由於是近單倍體核型，所以已經丟失抑癌基因，但是目前仍然不知道是哪種機制引致染色體的減少。它們可以具有少於40條染色體，並且繼續作為腫瘤細胞發揮其作用，寶際上很少遇到少於30個染色體、並且接近單倍體的白血病細胞。

## 特徴
HAP1細胞是癌症細胞，而這些細胞的主要特徵是不受抑制的生長 。隨著有絲分裂的速率增加，核紡錘體中會出現缺陷，導致非典型染色體的出現。HAP1細胞中發現的染色體不規則，故而在形態上也不同於健康細胞，具有不規則的形狀和大小。它們具有巨大的細胞核、突出的核仁及非典型著色的細胞質。核糖體和信使核糖核酸在細胞質中積累，有膜胞器的形狀、大小和功能也會發生變化，有些細胞器變得比正常更大、更小或不存在。HAP1細胞衍生自白血病細胞，而白血病細胞從骨髓中突變的髓樣細胞發育而來。健康的骨髓細胞可產生紅細胞、血小板和白血球（淋巴細胞除外）。為了使CML發育而形成BCR-ABL融合基因，將髓樣細胞轉變為CML細胞。

## 科研用途
HAP1細胞因具有單倍體特性而在生物醫學研究和基因實驗中非常有用。要對二倍體細胞進行研究時，因要考慮到隱性突變的可能性而很難從表型上篩選出突變。 每個基因有兩個副本，未突變的基因通常會掩蓋着突變；然而在單倍體細胞中，每個基因只有一個拷貝，因此突變的表型會立即暴露出來。 在單倍體細胞發展之前，許多研究僅限於微生物和其他簡單的細胞。自從單倍體細胞被發現後，科學家可將在體外培養的HAP1細胞作為可靠的篩選工具。HAP1細胞目前已用於創建真正的單倍體人類細胞系。研究人員使用CRISPR/Cas9系統，並且通過核酸內切酶Cas9靶向15號染色體中仍然是二倍性的片段的任一末端。實驗人員能夠培養出第一個真正的單倍體人類細胞系，該細胞系被稱為eHAP或HAP2，每個細胞均只包含23條染色體的單個拷貝。

## 外部連結
- Cellosaurus entry for HAP1（页面存档备份，存于）